# Rinaldo II di Gheldria

Armi di Rinaldo II

Reginaldo o Rinaldo di Gheldria; in francese: Renaud II de Gueldre (1295 – 1343) fu Conte di Gheldria e di Zutphen, dal 1326 al 1339, poi duca di Gheldria e Conte di Zutphen, dal 1339 alla sua morte.

## Origine
Rinaldo, come ci viene confermato dal Kronijk van Arent toe Bocop era il figlio maschio primogenito del Conte di Gheldria e di Zutphen, Rinaldo I e della sua seconda moglie, Margherita Dampierre o di Fiandra, che, secondo il Kronijk van Arent toe Bocop, era figlia del Conte di Fiandra, Guido di Dampierre e della sua seconda moglie Isabella di Lussemburgo († 1298), figlia di Enrico IV di Lussemburgo e di Margherita de Bar.

Reginaldo I di Gheldria, come ci viene confermato dal Kronijk van Arent toe Bocop era il figlio maschio primogenito del Conte di Gheldria e di Zutphen, Ottone II e di Filippa di Dammartin, che, secondo la Chronica Albrici Monachi Trium Fontium, era figlia di Simone di Dammartin, conte d'Aumale e della moglie, Maria di Ponthieu, contessa del Ponthieu e di Montreuil, che, secondo il Roderici Toletani Archiepiscopi De Rebus Hispaniæ, era l'unica figlia del conte di Ponthieu, Guglielmo II e della moglie, Adele di Francia, contessa di Vexin, che era figlia del re di Francia, Luigi VII e della sua seconda moglie, Costanza di Castiglia, e sorellastra del re di Francia, Filippo II Augusto, come conferma anche la Chronica Albrici Monachi Trium Fontium.

## Biografia
Dal 1316, Rinaldo affiancò nel governo delle contee il padre, Rinaldo I, governando come Rinaldo figlio del conte di Gheldria: un primo documento in cui opera come Rinaldo figlio maggiore del conte di Gheldria (Reinaldus senior filius comitis Gelriensis), è il n° 168, datato 1316, del Gedenkwaardigheden uit de geschiedenis van Gelderland, in cui conferma alla città di Zutphen tutti i suoi privilegi; per poi governare praticamente da solo; nel 1319, Rinaldo operò una vendita con sempre più potere, come si può notare nel documento n° 183, sempre del Gedenkwaardigheden uit de geschiedenis van Gelderland, si cita Rinaldo signore figlio del conte di Gheldria (Reynaldus domini comitis Gelrensis filius), col consenso della famiglia, moglie, madre, zio e sorelle (Sophyæ nostræ uxoris, dominæ Margaretæ nostræ matris, domini Henrici de Flandria comitis Lodensis nostri avunculi, Philippæ et Elysabæ nostrarum sororum) ma non del padre.
Suo padre, Reginaldo I, morì nel 1326, come ci viene confermato dal Kronijk van Arent toe Bocop, e Rinaldo gli succedette come Rinaldo II.
La morte di Rinaldo I viene confermata da lettera n° 1309 del Rheinlande Vatikanischen, Band II di Papa Giovanni XXII alla vedova Margherita, datata 17 ottobre 1327.
Nel 1327, Rinaldo ebbe discussioni inerenti l'eredità paterna, e, nel 1328, combatté con successo per il vescovo di Liegi ricevendone una ricompensa.
Nello stesso anno, Rinaldo prese parte anche all'incoronazione dell'Imperatori del Sacro Romano Impero, Ludovico di Baviera a Roma, e, con l'estinzione dei Capetingi in Francia, sorsero controversie, che portarono Rinaldo ad un'alleanza a favore del re d'Inghilterra, Edoardo III.
In quel periodo, Rinaldo concesse i diritti di terra e diga per varie parti del paese e fissò così una legge tradizionale che fu poi tramandata.
Sua madre, Margherita morì nel 1331, come ci viene confermato dal Kronijk van Arent toe Bocop.
Nel 1333, Rinaldo secondo il documento n° 271 del Urkundenbuch für die Geschichte des Niederrheins, Volume 3 fu testimone della divisione di alcuni terreni della contea di Kleve.
Nel 1335, Rinaldo fece un testamento in cui nominava erede la moglie, Eleonora d'Inghilterra; il testamento è il documento n° 301 del Gedenkwaardigheden uit de geschiedenis van Gelderland.
Dal 1337 Rinaldo appoggiò il re Edoardo III, che tra l'altro era suo cognato dal 1331, nelle sue pretese sul trono francese, combattendo, durante la guerra dei cent'anni al fianco di Edoardo III nelle Fiandre, divenendo suo rappresentante reale nelle Fiandre.
Il documento n° 333 del Urkundenbuch für die Geschichte des Niederrheins, Volume 3 ci propone un patto di reciproca difesa tra Rinaldo (Reynaldus comes Gelrensis et Zutfenensis) ed il genero, Goffredo di Loos, signore di Millen(dominus Godefridus miles, natus domini comitis Lossensis, dominus in Millen, noster gener).
Il 19 marzo 1339 Rinaldo fu riconosciuto duca di Gheldria e conte di Zutphen al parlamento di Francoforte da Ludovico il Bavaro.
Nel 1342 fondò il monastero certosino di Monnikhuizen vicino ad Arnhem. Nel 1343 Rinaldo trasferì la sua residenza da Geldern a Nimega, ma morì improvvisamente ad Arnhem lo stesso anno e fu sepolto nell'abbazia di Graefenthal, vicino a Goch.
Essendo i suoi figli maschi minorenni gli succedette il primogenito, Rinaldo, con la reggenza della seconda moglie, Eleonora d'Inghilterra.

## Matrimoni e discendenza
L'11 gennaio 1311 Rinaldo, a Roermond, secondo ill Kronijk van Arent toe Bocop, aveva sposato Sofia Berthout († 6 maggio 1329), erede della signoria di Malines, figlia del signore di Malines, Fiorenzo Berthout e di Matilde di Marck, e nipote del vescovo di Utrecht (1296-1301), Guglielmo Berthout; il 13 maggio 1311 era stata rilasciata la dispensa papale da papa Clemente V, come da documento n° 338 del , band II (non consultato); nel 1319, suo il marito, Rinaldo, operò una vendita, col consenso anche di Sofia, come si può notare nel documento n° 183, sempre del Gedenkwaardigheden uit de geschiedenis van Gelderland, si cita Rinaldo signore figlio del conte di Gheldria (Reynaldus domini comitis Gelrensis filius), col consenso della famiglia, moglie, madre, zio e sorelle (Sophyæ nostræ uxoris, dominæ Margaretæ nostræ matris, domini Henrici de Flandria comitis Lodensis nostri avunculi, Philippæ et Elysabæ nostrarum sororum) ma non del padre. Sofia prima di morire redasse un testamento in cui dichiarava suo erede il marito Rinaldo (Reynauts des greven soen van Gelren), come da documento n° 15 del Codex Diplomaticus Neerlandicus, Second Series, [eerste deel], Part 1 (non consultato); Sofia morì il 6 maggio 1329 e secondo il Kronijk van Arent toe Bocop fu sepolta nell'abbazia di Graefenthal, Goch, Circondario di Kleve.
Rinaldo da Sofia ebbe quattro figlie:
- Margherita, erede di Malines (1320 - † 1344), che ereditò la signoria di Malines, come da documento n° 268, datato 1º marzo 1333 del Gedenkwaardigheden uit de geschiedenis van Gelderland, inerente al fidanzamento di Margherita con Gerardo di Jülich[24], non andato a buon fine;
- Matilde (1325 - † 21 settembre 1384 a Huissen), ebbe tre mariti e fu duchessa di Gheldria[12], in conflitto con la sorella, Maria;
- Elisabetta / Isabella (1327 † 10 Dicembre 1376, sepolta nel monastero di Graefenthal), citata nel testamento del padre[17];
- Maria (1328 † novembre 1397), sposata col duca Guglielmo II di Jülich fu duchessa di Gheldria[18], in conflitto con la sorella, Matilde.

Il 20 ottobre 1331, in seconde nozze, Rinaldo sposò la principessa Eleonora d'Inghilterra, figlia re d'Inghilterra, Edoardo III, il contratto di matrimonio era stato concordato l'8 giugno 1331, come da documento n° 252 del Gedenkwaardigheden uit de geschiedenis van Gelderland.
Rinaldo da Eleonora ebbe due figli:
- Rinaldo III[21] (13 maggio 1333-4 dicembre 1371), ducha di Gheldria[26];
- Edoardo[21] (12 marzo 1336-24 agosto 1371), ducha di Gheldria[27].

## Ascendenza
|                         |                           |                          | Genitori                      |  |  | Nonni |  |  | Bisnonni                |  |  | Trisnonni            |  |
|                         |                           |                          |                               |  |  |       |  |  | Gerardo III di Gheldria |  |  | Ottone I di Gheldria |  |
|                         |                           |                          |                               |  |  |       |  |  | Gerardo III di Gheldria |  |  | Ottone I di Gheldria |  |
|                         |                           | Riccarda di Baviera      |                               |  |  |       |  |  | Gerardo III di Gheldria |  |  |                      |  |
| Ottone II di Gheldria   |                           |                          |                               |  |  |       |  |  | Gerardo III di Gheldria |  |  |                      |  |
|                         |                           | Margherita di Brabante   | Enrico I di Brabante          |  |  |       |  |  |                         |  |  |                      |  |
|                         |                           | Margherita di Brabante   | Enrico I di Brabante          |  |  |       |  |  |                         |  |  |                      |  |
|                         |                           | Margherita di Brabante   | Maria di Boulogne             |  |  |       |  |  |                         |  |  |                      |  |
| Reginaldo I di Gheldria |                           | Margherita di Brabante   |                               |  |  |       |  |  |                         |  |  |                      |  |
|                         |                           | Simone di Dammartin      | Alberico II di Dammartin      |  |  |       |  |  |                         |  |  |                      |  |
|                         |                           | Simone di Dammartin      | Alberico II di Dammartin      |  |  |       |  |  |                         |  |  |                      |  |
|                         |                           | Simone di Dammartin      | Matilde di Clermont           |  |  |       |  |  |                         |  |  |                      |  |
| Filippa di Dammartin    |                           | Simone di Dammartin      |                               |  |  |       |  |  |                         |  |  |                      |  |
|                         |                           | Maria di Ponthieu        | Guglielmo II di Ponthieu      |  |  |       |  |  |                         |  |  |                      |  |
|                         |                           | Maria di Ponthieu        | Guglielmo II di Ponthieu      |  |  |       |  |  |                         |  |  |                      |  |
|                         |                           | Maria di Ponthieu        | Adele di Francia              |  |  |       |  |  |                         |  |  |                      |  |
| Rinaldo II di Gheldria  |                           | Maria di Ponthieu        |                               |  |  |       |  |  |                         |  |  |                      |  |
|                         | Guglielmo II di Dampierre | Guido II di Dampierre    |                               |  |  |       |  |  |                         |  |  |                      |  |
|                         | Guglielmo II di Dampierre | Guido II di Dampierre    |                               |  |  |       |  |  |                         |  |  |                      |  |
|                         | Guglielmo II di Dampierre | Matilde I di Borbone     |                               |  |  |       |  |  |                         |  |  |                      |  |
| Guido di Dampierre      | Guglielmo II di Dampierre |                          |                               |  |  |       |  |  |                         |  |  |                      |  |
|                         |                           | Margherita II di Fiandra | Baldovino I di Costantinopoli |  |  |       |  |  |                         |  |  |                      |  |
|                         |                           | Margherita II di Fiandra | Baldovino I di Costantinopoli |  |  |       |  |  |                         |  |  |                      |  |
|                         |                           | Margherita II di Fiandra | Maria di Champagne            |  |  |       |  |  |                         |  |  |                      |  |
| Margherita di Fiandra   |                           | Margherita II di Fiandra |                               |  |  |       |  |  |                         |  |  |                      |  |
|                         |                           | Enrico V di Lussemburgo  | Valerano III di Limburgo      |  |  |       |  |  |                         |  |  |                      |  |
|                         |                           | Enrico V di Lussemburgo  | Valerano III di Limburgo      |  |  |       |  |  |                         |  |  |                      |  |
|                         |                           | Enrico V di Lussemburgo  | Ermesinda di Lussemburgo      |  |  |       |  |  |                         |  |  |                      |  |
| Isabella di Lussemburgo |                           | Enrico V di Lussemburgo  |                               |  |  |       |  |  |                         |  |  |                      |  |
|                         |                           | Margherita di Bar        | Enrico II di Bar              |  |  |       |  |  |                         |  |  |                      |  |
|                         |                           | Margherita di Bar        | Enrico II di Bar              |  |  |       |  |  |                         |  |  |                      |  |
|                         |                           | Margherita di Bar        | Filippa di Dreux              |  |  |       |  |  |                         |  |  |                      |  |
|                         |                           | Margherita di Bar        |                               |  |  |       |  |  |                         |  |  |                      |  |

### Letteratura storiografica
- (NL)  Kronijk van Arent toe Bocop.